# Vartholomaios (Kessidis)
Vartholomaios (světským jménem: Ioannis Kessidis; * 12. srpna 1968, Kastoria) je řecký duchovní, biskup arianzoský a vikář metropolie Německo.

## Život
Narodil se 12. srpna 1968 v Kastorii.
Základní a střední vzdělání získal v rodném městě. Následně studoval chemii na fakultě matematiky a přírodních věd univerzity v Bonnu a bohosloveckou fakultu Aristotelovy univerzity v Soluni.
Dne 4. března 1995 byl metropolitou německým Avgoustinosem (Labardakisem) rukopoložen na diákona a 10. června stejného roku byl povýšen na archidiákona. Před vysvěcením byl postřižen na monacha se jménem Vartholomaios.
Dne 8. září 1996 byl metropolitou Avgoustinosem rukopoložen na jeromonacha a povýšen na archimandritu. Stal se knězem farnosti svatého proroka Eliáše ve Frankfurtu nad Mohanem.
V listopadu 2000 se zúčastnil Velké synody kleriků a laiků Konstantinopolského patriarchátu v Istanbulu.
Dne 25. května 2004 jej Svatý synod Konstantinopolského patriarchátu zvolil biskupem arianzoským a vikářem německé metropolie.
Dne 10. června 2004 proběhla v chrámu svatého proroka Eliáše ve Frankfurtu jeho biskupská chirotonie. Světiteli byli metropolita německý Avgoustinos (Labardakis), metropolita symský Chrysostomos (Dimitriadis), metropolita rakouský Michail (Staikos), metropolita kastorijský Serafeim (Papakostas) (Řecká pravoslavná církev), metropolita rethymnoský a avlopotamoský Anthimos (Syrianos), biskup aristijský Vasileios (Tsiopanas), biskup lefkajský Evmenios (Tamiolakis) a biskup sinopský Athenagoras (Peckstadt).